# Meestribbelen
Meestribbelen is een vertragingstactiek om concrete resultaten en afspraken tegen te houden. De tactiek wordt gebruikt als men enerzijds niet openlijk gezien wil worden als iemand die het probleem ontkent, maar anderzijds niets wil doen om het probleem ook echt op te lossen. Het is een variatie van het in bredere kring bekende "met de mond belijden", of op het aloude op zondag in de kerk zitten met vrome gedachten, om dan door de week weer los te gaan (zoals onder andere beschreven in de Max Havelaar).

## Geschiedenis
De herkomst van het woord is onbekend, maar het woord is waarschijnlijk rond 2000 ontstaan. In 2007 schreef de Volkskrant over meestribbelen. Maar het woord kreeg bekendheid door Pieter Winsemius, die zich uitgebreid bezig heeft gehouden met de voortdurende problemen rond Schiphol, en die het woord onder andere gebruikte in zijn boek Toeval is logisch (2012): "Tegenstribbelen is prima, want het is duidelijk waar iemand staat, maar het gaat hier om meestribbelen: mensen praten met je mee maar doen geen moer. Bedenken waarom iets niet kan, maar nooit vertellen wat er dan wel kan."

## Gebruik
Meestribbelen is verwant aan greenwashing; bij beide worden geen maatregelen genomen om het probleem op te lossen. Maar waar bij greenwashing publiekelijk campagne wordt gevoerd alsof dat wel het geval is (er wordt agressief de vlucht naar voren genomen), blijft het bij meestribbelen binnenskamers, op beleidsniveau (als puur defensieve reactie). Een andere verwante tactiek is het financieel steunen van mooie projecten of goede doelen. Ook het opdracht geven tot verder onderzoek is een methode die tot uitstel (en afstel) leidt, evenzo het wachten op technische innovatie die het probleem zou gaan oplossen.
De term meestribbelen is vooral te vinden in managementboeken, bestuurskundige literatuur, met name waar het gaat over vragen van milieuverontreiniging, duurzaamheid en natuurbescherming.